# خانه کا ناصر
خانه کا ناصر مربوط به سده‌های متاخر دوران‌های تاریخی پس از اسلام است و در شهرستان گچساران، بخش مرکزی، دهستان لیشتر، ۲ کیلومتری جنوب غربی روستای انجیر سیاه واقع شده و این اثر در تاریخ ۱۶ دی ۱۳۸۷ با شمارهٔ ثبت ۲۴۴۸۵ به‌عنوان یکی از آثار ملی ایران به ثبت رسیده است.